# National Hockey League 1995/1996
National Hockey League 1995/1996 var den 79:e säsongen av NHL.
Colorado Avalanche vann Stanley Cup för första gången efter en 4-0-seger mot Florida Panthers i finalserien i bäst av sju matcher. Colorado Avalanche's tyske spelare Uwe Krupp avgjorde finalseriens fjärde match efter att ha gjort matchens enda mål efter 44:31 minuters förlängning.
1995/1996 var den första säsong för laget Colorado Avalanche, som bytt hemort efter att tidigare ha varit Quebec Nordiques.
Mario Lemieux, Pittsburgh Penguins, vann poängligan på 161 poäng (69 mål + 92 assist).
Detroit Red Wings 131 poäng under grundserien var det näst mest inspelade nånsin i NHL. Säsongen 1976/1977 spelade Montreal Canadiens in 132 poäng.

## Grundserien

### Eastern Conference
Not: SM = Spelade matcher, V = Vunna, O = Oavgjorda, F = Förlorade, GM = Gjorda mål, IM = Insläppta mål, Pts = Poäng, MSK = Målskillnad
- Lag i GRÖN färg till slutspel.
- Lag i RÖD färg har spelat klart för säsongen.

Lagen som kvalificerade sig för slutspel förutom de fyra divisionsvinnarna var de tolv lag (sex i varje konferens) som hade mest poäng i grundserien.
| Northeast Division  | SM | V  | O  | F  | GM  | IM  | Pts | MSK  |
| ------------------- | -- | -- | -- | -- | --- | --- | --- | ---- |
| Pittsburgh Penguins | 82 | 49 | 4  | 29 | 362 | 284 | 102 | +78  |
| Boston Bruins       | 82 | 40 | 11 | 31 | 282 | 269 | 91  | +13  |
| Montreal Canadiens  | 82 | 40 | 10 | 32 | 265 | 248 | 90  | +17  |
| Hartford Whalers    | 82 | 34 | 9  | 39 | 237 | 259 | 77  | -22  |
| Buffalo Sabres      | 82 | 33 | 7  | 42 | 247 | 262 | 73  | -15  |
| Ottawa Senators     | 82 | 18 | 5  | 59 | 191 | 291 | 41  | -100 |

| Atlantic Division   | SM | V  | O  | F  | GM  | IM  | Pts | MSK |
| ------------------- | -- | -- | -- | -- | --- | --- | --- | --- |
| Philadelphia Flyers | 82 | 45 | 13 | 24 | 282 | 208 | 103 | +74 |
| New York Rangers    | 82 | 41 | 14 | 27 | 272 | 237 | 96  | +35 |
| Florida Panthers    | 82 | 41 | 10 | 31 | 254 | 234 | 92  | +20 |
| Washington Capitals | 82 | 39 | 11 | 32 | 234 | 204 | 89  | +30 |
| Tampa Bay Lightning | 82 | 38 | 12 | 32 | 238 | 248 | 88  | -10 |
| New Jersey Devils   | 82 | 37 | 12 | 33 | 215 | 202 | 86  | +13 |
| New York Islanders  | 82 | 22 | 10 | 50 | 229 | 315 | 54  | -86 |

### Western Conference
| Central Division    | SM | V  | O  | F  | GM  | IM  | Pts | MSK  |
| ------------------- | -- | -- | -- | -- | --- | --- | --- | ---- |
| Detroit Red Wings   | 82 | 62 | 7  | 13 | 325 | 181 | 131 | +144 |
| Chicago Blackhawks  | 82 | 40 | 14 | 28 | 273 | 220 | 94  | +53  |
| Toronto Maple Leafs | 82 | 34 | 12 | 36 | 247 | 252 | 80  | -5   |
| St. Louis Blues     | 82 | 32 | 16 | 34 | 219 | 248 | 80  | -29  |
| Winnipeg Jets       | 82 | 36 | 6  | 40 | 275 | 291 | 78  | -16  |
| Dallas Stars        | 82 | 26 | 14 | 42 | 227 | 280 | 66  | -53  |

| Pacific Division        | SM | V  | O  | F  | GM  | IM  | Pts | MSK  |
| ----------------------- | -- | -- | -- | -- | --- | --- | --- | ---- |
| Colorado Avalanche      | 82 | 47 | 10 | 25 | 326 | 240 | 104 | +86  |
| Calgary Flames          | 82 | 34 | 11 | 37 | 241 | 240 | 79  | +1   |
| Vancouver Canucks       | 82 | 32 | 15 | 35 | 278 | 278 | 79  | +0   |
| Mighty Ducks of Anaheim | 82 | 35 | 8  | 39 | 234 | 247 | 78  | -13  |
| Edmonton Oilers         | 82 | 30 | 8  | 44 | 240 | 304 | 68  | -64  |
| Los Angeles Kings       | 82 | 24 | 18 | 40 | 256 | 302 | 66  | -46  |
| San Jose Sharks         | 82 | 20 | 7  | 55 | 252 | 357 | 47  | -105 |

## Poängligan
Not: SM = Spelade matcher, M = Mål, A = Assists, Pts = Poäng
| Spelare           | Lag                | SM | M  | A  | Pts |
| ----------------- | ------------------ | -- | -- | -- | --- |
| Mario Lemieux     | Pittsburgh         | 70 | 69 | 92 | 161 |
| Jaromir Jágr      | Pittsburgh         | 82 | 62 | 87 | 149 |
| Joe Sakic         | Colorado           | 82 | 51 | 69 | 120 |
| Ron Francis       | Pittsburgh         | 77 | 27 | 92 | 119 |
| Peter Forsberg    | Colorado           | 82 | 30 | 86 | 116 |
| Eric Lindros      | Philadelphia       | 73 | 47 | 68 | 115 |
| Paul Kariya       | Anaheim            | 82 | 50 | 58 | 108 |
| Teemu Selänne     | Winnipeg / Anaheim | 79 | 40 | 68 | 108 |
| Sergej Fjodorov   | Detroit            | 78 | 39 | 68 | 107 |
| Alexander Mogilny | Vancouver          | 79 | 55 | 52 | 107 |

## Slutspelet
16 lag, åtta från Eastern Conference och åtta från Western Conference, gör upp om Stanley Cup. Samtliga matchserier avgörs i bäst av sju matcher.
|  | Kvartsfinaler inom konferensen | Kvartsfinaler inom konferensen        | Kvartsfinaler inom konferensen |   |                    | Semifinaler inom konferensen | Semifinaler inom konferensen | Semifinaler inom konferensen |                   |                   | Finaler inom konferensen | Finaler inom konferensen | Finaler inom konferensen |  |  | Stanley Cup-finalen | Stanley Cup-finalen | Stanley Cup-finalen |
|  |                                |                                       |                                |   |                    |                              |                              |                              |                   |                   |                          |                          |                          |  |  |                     |                     |                     |
|  | 1                              | Philadelphia Flyers                   | 4                              |   |                    | 2                            | Pittsburgh Penguins          | 4                            |                   |                   |                          |                          |                          |  |  |                     |                     |                     |
|  | 8                              | Tampa Bay Lightning                   | 2                              |   |                    | 3                            | New York Rangers             | 1                            |                   |                   |                          |                          |                          |  |  |                     |                     |                     |
|  |                                |                                       |                                |   |                    |                              |                              |                              |                   |                   |                          |                          |                          |  |  |                     |                     |                     |
|  | 2                              | Pittsburgh Penguins                   | 4                              |   |                    |                              |                              |                              | Östra konferensen | Östra konferensen | Östra konferensen        | Östra konferensen        | Östra konferensen        |  |  |                     |                     |                     |
|  | 2                              | Pittsburgh Penguins                   | 4                              |   |                    |                              |                              |                              | Östra konferensen | Östra konferensen | Östra konferensen        | Östra konferensen        | Östra konferensen        |  |  |                     |                     |                     |
|  | 7                              | Washington Capitals                   | 2                              |   |                    |                              |                              |                              |                   |                   |                          |                          |                          |  |  |                     |                     |                     |
|  | 7                              | Washington Capitals                   | 2                              |   |                    |                              |                              |                              |                   | 2                 | Pittsburgh Penguins      | 3                        |                          |  |  |                     |                     |                     |
|  |                                |                                       |                                |   |                    |                              |                              |                              |                   | 2                 | Pittsburgh Penguins      | 3                        |                          |  |  |                     |                     |                     |
|  |                                | 4                                     | Florida Panthers               | 4 |                    |                              |                              |                              |                   |                   |                          |                          |                          |  |  |                     |                     |                     |
|  | 3                              | 4                                     | Florida Panthers               | 4 | New York Rangers   | 4                            |                              |                              |                   |                   |                          |                          |                          |  |  |                     |                     |                     |
|  | 3                              |                                       |                                |   | New York Rangers   | 4                            |                              |                              |                   |                   |                          |                          |                          |  |  |                     |                     |                     |
|  | 6                              | Montreal Canadiens                    | 2                              |   |                    |                              |                              |                              |                   |                   |                          |                          |                          |  |  |                     |                     |                     |
|  | 6                              | Montreal Canadiens                    | 2                              |   |                    |                              |                              |                              |                   |                   |                          |                          |                          |  |  |                     |                     |                     |
|  |                                |                                       |                                |   |                    |                              |                              |                              |                   |                   |                          |                          |                          |  |  |                     |                     |                     |
|  |                                |                                       |                                |   |                    |                              |                              |                              |                   |                   |                          |                          |                          |  |  |                     |                     |                     |
|  | 4                              | Florida Panthers                      | 4                              |   | 1                  | Philadelphia Flyers          | 2                            |                              |                   |                   |                          |                          |                          |  |  |                     |                     |                     |
|  | 4                              | Florida Panthers                      | 4                              |   | 1                  | Philadelphia Flyers          | 2                            |                              |                   |                   |                          |                          |                          |  |  |                     |                     |                     |
|  | 5                              | Boston Bruins                         | 1                              |   |                    | 4                            | Florida Panthers             | 4                            |                   |                   |                          |                          |                          |  |  |                     |                     |                     |
|  | 5                              | Boston Bruins                         | 1                              |   |                    |                              |                              |                              |                   | E4                | Florida Panthers         | 0                        |                          |  |  |                     |                     |                     |
|  |                                | (Lagen omseedas efter kvartfinalerna) |                                |   |                    |                              |                              |                              |                   | E4                | Florida Panthers         | 0                        |                          |  |  |                     |                     |                     |
|  |                                | W2                                    | Colorado Avalanche             | 4 |                    |                              |                              |                              |                   |                   |                          |                          |                          |  |  |                     |                     |                     |
|  | 1                              | W2                                    | Colorado Avalanche             | 4 | Detroit Red Wings  | 4                            |                              |                              | 1                 | Detroit Red Wings | 4                        |                          |                          |  |  |                     |                     |                     |
|  | 1                              |                                       |                                |   | Detroit Red Wings  | 4                            |                              |                              | 1                 | Detroit Red Wings | 4                        |                          |                          |  |  |                     |                     |                     |
|  | 8                              | Winnipeg Jets                         | 2                              |   |                    | 5                            | St. Louis Blues              | 3                            |                   |                   |                          |                          |                          |  |  |                     |                     |                     |
|  | 8                              | Winnipeg Jets                         | 2                              |   |                    | 5                            | St. Louis Blues              | 3                            |                   |                   |                          |                          |                          |  |  |                     |                     |                     |
|  |                                |                                       |                                |   |                    |                              |                              |                              |                   |                   |                          |                          |                          |  |  |                     |                     |                     |
|  | 2                              | Colorado Avalanche                    | 4                              |   |                    |                              |                              |                              |                   |                   |                          |                          |                          |  |  |                     |                     |                     |
|  | 2                              | Colorado Avalanche                    | 4                              |   |                    |                              |                              |                              |                   |                   |                          |                          |                          |  |  |                     |                     |                     |
|  | 7                              | Vancouver Canucks                     | 2                              |   |                    |                              |                              |                              |                   |                   |                          |                          |                          |  |  |                     |                     |                     |
|  | 7                              | Vancouver Canucks                     | 2                              |   |                    |                              |                              |                              | 1                 | Detroit Red Wings | 2                        |                          |                          |  |  |                     |                     |                     |
|  |                                |                                       |                                |   |                    |                              |                              |                              | 1                 | Detroit Red Wings | 2                        |                          |                          |  |  |                     |                     |                     |
|  |                                | 2                                     | Colorado Avalanche             | 4 |                    |                              |                              |                              |                   |                   |                          |                          |                          |  |  |                     |                     |                     |
|  | 3                              | 2                                     | Colorado Avalanche             | 4 | Chicago Blackhawks | 4                            |                              |                              |                   |                   |                          |                          |                          |  |  |                     |                     |                     |
|  | 3                              |                                       |                                |   | Chicago Blackhawks | 4                            |                              |                              |                   |                   |                          |                          |                          |  |  |                     |                     |                     |
|  | 6                              | Calgary Flames                        | 0                              |   |                    |                              |                              |                              |                   |                   | Västra konferensen       | Västra konferensen       | Västra konferensen       |  |  |                     |                     |                     |
|  | 6                              | Calgary Flames                        | 0                              |   |                    |                              |                              |                              |                   |                   | Västra konferensen       | Västra konferensen       | Västra konferensen       |  |  |                     |                     |                     |
|  |                                |                                       |                                |   |                    |                              |                              |                              |                   |                   |                          |                          |                          |  |  |                     |                     |                     |
|  | 4                              | Toronto Maple Leafs                   | 2                              |   | 2                  | Colorado Avalanche           | 4                            |                              |                   |                   |                          |                          |                          |  |  |                     |                     |                     |
|  | 4                              | Toronto Maple Leafs                   | 2                              |   | 2                  | Colorado Avalanche           | 4                            |                              |                   |                   |                          |                          |                          |  |  |                     |                     |                     |
|  | 5                              | St. Louis Blues                       | 4                              |   |                    | 3                            | Chicago Blackhawks           | 2                            |                   |                   |                          |                          |                          |  |  |                     |                     |                     |

### Stanley Cup-finalen
Colorado Avalanche vs. Florida Panthers
Colorado Avalanche vann finalserien med 4-0 i matcher

## Poängligan slutspelet
Not: SM = Spelade matcher, M = Mål, A = Assists, Pts = Poäng
| Spelare           | Lag        | SM | M  | A  | Pts |
| ----------------- | ---------- | -- | -- | -- | --- |
| Joe Sakic         | Colorado   | 22 | 18 | 16 | 34  |
| Mario Lemieux     | Pittsburgh | 18 | 11 | 16 | 27  |
| Jaromir Jágr      | Pittsburgh | 18 | 11 | 12 | 23  |
| Valerij Kamenskij | Colorado   | 22 | 10 | 12 | 22  |
| Peter Forsberg    | Colorado   | 22 | 10 | 11 | 21  |
| Petr Nedved       | Pittsburgh | 18 | 10 | 10 | 20  |
| Steve Yzerman     | Detroit    | 18 | 8  | 12 | 20  |
| Sergej Fjodorov   | Detroit    | 19 | 2  | 18 | 20  |
| Sandis Ozolinsh   | Colorado   | 22 | 5  | 14 | 19  |
| Dave Lowry        | Florida    | 22 | 10 | 7  | 17  |
| Mike Ricci        | Colorado   | 22 | 6  | 11 | 17  |
| Adam Deadmarsh    | Colorado   | 22 | 5  | 12 | 17  |

## Debutanter
Några kända debutanter under säsongen:
- Martin Biron, Buffalo Sabres
- Jarome Iginla, Calgary Flames
- Stéphane Yelle, Colorado Avalanche
- Jere Lehtinen, Dallas Stars
- Miroslav Šatan, Edmonton Oilers
- Ed Jovanovski, Florida Panthers
- Sami Kapanen, Hartford Whalers
- Darcy Tucker, Montreal Canadiens
- José Théodore, Montreal Canadiens
- Saku Koivu, Montreal Canadiens
- Patrik Eliáš, New Jersey Devils
- Petr Sykora, New Jersey Devils
- Bryan McCabe, New York Islanders
- Todd Bertuzzi, New York Islanders
- Daniel Alfredsson, Ottawa Senators
- Daymond Langkow, Tampa Bay Lightning

## Sista matchen
Bland de som gjorde sin sista säsongen i NHL märks:
- Cam Neely, Boston Bruins
- Aleksej Kasatonov, Boston Bruins
- Paul Cavallini, Dallas Stars
- Bob Kudelski, Florida Panthers
- Jimmy Carson, Hartford Whalers
- Joe Cirella, Ottawa Senators *
- Glenn Anderson, St. Louis Blues
- Greg Gilbert, St. Louis Blues

* = Den siste aktiva spelaren som tidigare spelat för Colorado Rockies.

## NHL awards
| NHL awards 1995–1996            | NHL awards 1995–1996                        |
| ------------------------------- | ------------------------------------------- |
| Presidents' Trophy:             | Detroit Red Wings                           |
| Prince of Wales Trophy:         | Florida Panthers                            |
| Clarence S. Campbell Bowl:      | Colorado Avalanche                          |
| Art Ross Memorial Trophy:       | Mario Lemieux, Pittsburgh Penguins          |
| Bill Masterton Memorial Trophy: | Gary Roberts, Calgary Flames                |
| Calder Memorial Trophy:         | Daniel Alfredsson, Ottawa Senators          |
| Conn Smythe Trophy:             | Joe Sakic, Colorado Avalanche               |
| Frank J. Selke Trophy:          | Sergej Fjodorov, Detroit Red Wings          |
| Hart Memorial Trophy:           | Mario Lemieux, Pittsburgh Penguins          |
| Jack Adams Award:               | Scotty Bowman, Detroit Red Wings            |
| James Norris Memorial Trophy:   | Chris Chelios, Chicago Blackhawks           |
| King Clancy Memorial Trophy:    | Kris King, Winnipeg Jets                    |
| Lady Byng Memorial Trophy:      | Paul Kariya, Mighty Ducks of Anaheim        |
| Lester B. Pearson Award:        | Mario Lemieux, Pittsburgh Penguins          |
| NHL Plus/Minus Award:           | Vladimir Konstantinov, Detroit Red Wings    |
| Vezina Trophy:                  | Jim Carey, Washington Capitals              |
| William M. Jennings Trophy:     | Chris Osgood/Mike Vernon, Detroit Red Wings |
| Lester Patrick Trophy:          | George Gund, Ken Morrow, Milt Schmidt       |

## All Star
| Första                               | Position | Andra                                    |
| ------------------------------------ | -------- | ---------------------------------------- |
| Jim Carey, Washington Capitals       | M        | Chris Osgood, Detroit Red Wings          |
| Chris Chelios, Chicago Black Hawks   | B        | Vladimir Konstantinov, Detroit Red Wings |
| Ray Bourque, Boston Bruins           | B        | Brian Leetch, New York Rangers           |
| Mario Lemieux, Pittsburgh Penguins   | C        | Eric Lindros, Philadelphia Flyers        |
| Jaromir Jágr, Pittsburgh Penguins    | HF       | Alexander Mogilny, Vancouver Canucks     |
| Paul Kariya, Mighty Ducks of Anaheim | VF       | John LeClair, Philadelphia Flyers        |

Den här artikeln är helt eller delvis baserad på material från engelskspråkiga Wikipedia.